# Lijst van rijksmonumenten aan de Keizersgracht (Amsterdam)
Een overzicht van de 569 rijksmonumenten aan de Keizersgracht in Amsterdam.
De lijst is opgesplitst in 3 delen:
- Noordwestelijk gedeelte vanaf de Brouwersgracht tot de Raadhuisstraat. Dit zijn de nummers 1 t/m 183 aan de oneven zijde en 2 t/m 200 aan de even zijde.
- Zuidwestelijk  gedeelte vanaf de Raadhuisstraat tot de Leidsestraat. Dit zijn de nummers 185 t/m 455 aan de oneven zijde en 202 t/m 508 aan de even zijde.
- Zuidelijk gedeelte vanaf de Leidsestraat tot de Amstel. Dit zijn de nummers 457 t/m (ergens boven de 700) aan de oneven zijde en 510 t/m (ergens boven de 700) aan de even zijde.